# Forscherexpress
Expresul Exploratorilor (cu titlul original Forscherexpress) este un magazin științific televizat, prezentat de Kati Bellowitsch și Thomas Brezina. Este transmis de ORF din 17 ianuarie 2004.

## Legături externe
- http://okidoki.orf.at/?story=70/